# Déjà vu

Déjà vu (franceză: [deʒa vy] ⓘ; în traducere „deja văzut”) este fenomenul de a simți ca și cum cineva ar mai fi trăit situația actuală. Este o iluzie a memoriei prin care – în ciuda unui sentiment puternic de amintire – timpul, locul și contextul experienței „anterioare” sunt incerte sau imposibile. Aproximativ două treimi dintre populațiile chestionate raportează că au experimentat déjà vu cel puțin o dată în viața lor. Fenomenul se manifestă ocazional ca un simptom al aurei convulsive, iar unii cercetători au asociat déjà vu cronic/frecvent „patologic” cu boli neurologice sau psihiatrice. Experimentarea déjà vu a fost corelată cu un statut socioeconomic mai înalt, un nivel educațional mai bun și vârste mai mici. Oamenii care călătoresc des, urmăresc frecvent filme sau își amintesc frecvent visele au, de asemenea, mai multe șanse să experimenteze déjà vu decât alții.